# Mainar
Mainar è un comune spagnolo di 170 abitanti situato nella comunità autonoma dell'Aragona.